# مارتينا هيل
مارتينا هيل (بالألمانية: Martina Hill)‏ (ولدت 14 يوليو 1974 في برلين بألمانيا)، هي ممثلة، وكومديانة، ومغنية ألمانية.

## حياتها
ولدت هيل في عام 1974، لأم تعمل ممرضة، وأب يعمل مهندس. ولدت، ونشأت في ويدنج، ببرلين. وقد أنهت دراستها بمدرسة المسرح في برلين من مدرسة الدراما بشكل منتظم.
ومنذ عام 1998 فقد قدمت العديد من البرامج بالراديو مثل راديو أنيس، وراديو هوندرت، وفي العديد من القنوات الأخرى المركزية بالراديو.
وقد ظهرت أول مرة في التلفزيون عام 2003. وبالأضافة إلى ذلك فقد لعبت دور البطولة في العديد من أعلانات التلفزيون للعديد من المؤسسات، والمنتجات المختلفة.
وقد كان الظهور الأكبر لهيل بدور الكوميديا الذي قدمته لقناة بروسبين، والتي أظهرت فيه كوميديا بشكل ناجح ومبهر. وقد قدمت العديد من الأدوار الساخرة الكوميدية مثل هايدى كلوم، انجيلا ميركل، بيل كاوليتس، دانييلا كتزيجبير، ولينا ميار لندروت. ومنذ عام 2009 فقد قدمت برنامج كوميدى ساخر عرض في قناة زى دي أف، وقامت بتمثيل دور (محاكاة ساخرة عن بيتينا ساتشون) (تينا هاستين) في هيوته شو.
وقد أكتسبت سمعة وشهرة كبيرة في الصين كونها كممثلة للبطولة في برنامج البث المعروف بكنال فروين الذي كان يعرض كل يوم سبت في شهور فبراير ومارس لعام 2012.

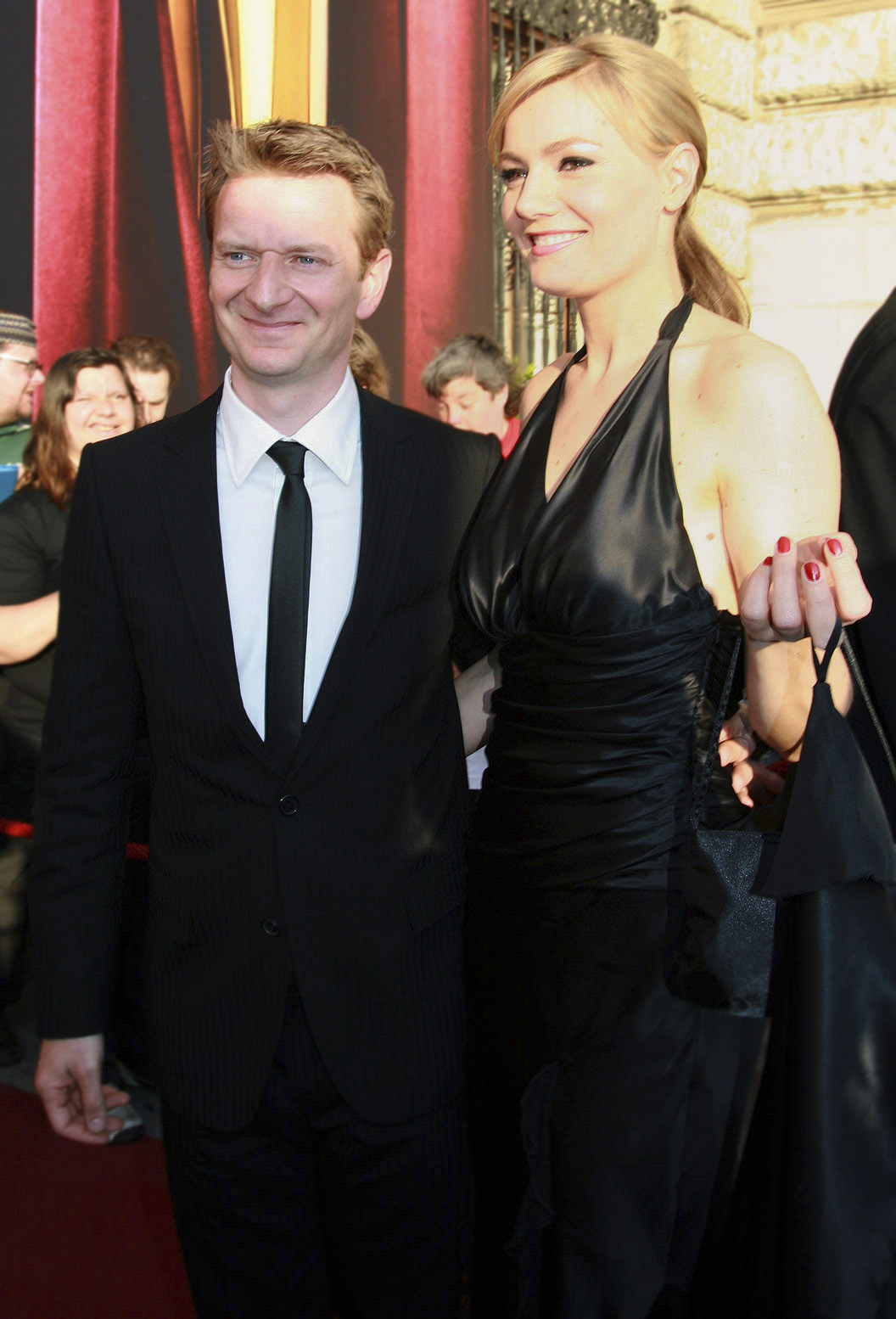
مرتينا هيل و مايكل كيسلر في جوائز تلفزيون رومى، هوبفورج، فينا

وهي الآن تعمل في كولونيا.

## أفلامها
| العام     | الأسم                                 | النوع           |
| --------- | ------------------------------------- | --------------- |
| 2003      | سويشر فيركنلت                         | فيلم بالتلفزيون |
| 2004      | الجمعة السعيد                         | سكتش            |
| 2004      | دير فارتر مينس سوهينز                 | فيلم بالتلفزيون |
| 2005      | سوكو كولن                             | مسلسل           |
| 2005      | مودلجن أبر بورد                       | فيلم بالتلفزيون |
| 2006      | كونستفهلر                             | فيلم بالتلفزيون |
| 2006      | داس باسيتا اوس منيموم ليبين           | مسلسل مسائى     |
| 2006-2007 | ألارم فور كوربا 11، دايى هوتوبهونليزى | مسلسل           |
| 2007      | 29...اوند نوش جونجفرو                 | فيلم بالتلفزيون |
| 2007      | فيكو وسمير                            | تلفزيونى        |
| 2007      | دير ديجكى                             | مسلسل           |
| 2008      | ديى سلفروين، بيجى كانن نجيت ليسن      | فيلم بالتلفزيون |
| 2008      | بورتفاز أندير كافر                    | فيلم بالتلفزيون |
| منذ 2007  | هوتو-شو                               | سرتيك شوف       |
| 2009      | الحب غير المغطى                       | فيلم بالتلفزيون |
| منذ 2009  | هوتو-شو                               | سرتيك شوف       |
| 2010      | سي.أى.أس، شاتون ام سونترستانز         | فيلم بالتلفزيون |
| 2010      | كاندى أوس مرزهان، أندى ديو جونهن ولدن | عرض كوميدى      |
| 2011      | رستلوب                                | فيلم            |
| منذ 2011  | كرنفلوين                              | عرض             |

## المسرح
| العام | الأسم                                        | المكان |
| ----- | -------------------------------------------- | ------ |
| 2000  | أيرنا ان كسمير أند كرولين                    | برلين  |
| 2000  | نونا اسبيلا ان ديى روند -اند دى سنتدكوفى     | برلين  |
| 2000  | مروجى ان اكستريم                             | برلين  |
| 2001  | ديو اور أف ايم سكو ان ديى فرو اوف ديم سوجكيل | برلين  |
| 2001  | مديا ان مديا                                 | برلين  |

## أعمالها الغنائية
2009: عرض داى مانوكنيهوف (انا اسف، انا ليس لدى رئيس)، الأدوار المختلفة من اجل انا كريلى.
2011: دور هولى شفتويل من اجل اميلى مورتمير، سيارات 2
2013: ايتش، اينفاش أنوفربسلى (السارق 2)، دور لوجى من أجل كرستين ويج.

## الجوائز
- 2007:

-دويتشر كومبدريس، كعضو في سويتش ريلوديد (أفضل مقدمة برنامج سكيش).
- 2008:

-دويتشر فرينسهربس، كعضو في سويتش ريلوديد (أفضل ممثلة كوميدية)
-دويتشر كومبيدريس، كعضو في سويتش ريلوديد (أفضل مقدمة برنامج رسم)
- 2009:

-رومى (فرينسهبرس)، كعضو في سويتش ريلوديد (جائزة لجنة التحكيم الخاصة)
-دويتشر كومبيدرس
-أفضل ممثلة
-كعضو في هويتى-شو (أفضل اداء كوميدى)
- 2010:

-كعضو في هويتى-شو، أدولف-جيرمى-بريس (فئة الترفيه)
-دويتشر فرينسبريس، كعضو في هويتى-شو (فئة أفضل ممثلة كوميدية)
- 2011:

-دويتشر كومبيهدريس
-أفضل ممثلة
-كعضوة في هويتى-شو
- 2012:

-دويتشر فرينسهبرس
-كنالفورين (أفضل أداء كوميدى)
-دويتشر كومبيهردس
-أفضل ممثلة
-جائزة بامبى (فئة الكوميديا)
- 2013:

-دويتشر كومبيهردس
-أفضل ممثلة

## الروابط الخارجية
- مارتينا هيل على موقع IMDb (الإنجليزية)
- مارتينا هيل على موقع روتن توميتوز (الإنجليزية)
- مارتينا هيل على موقع مونزينجر (الألمانية)
- مارتينا هيل على موقع ألو سيني (الفرنسية)
- مارتينا هيل على موقع قاعدة بيانات الفيلم (الإنجليزية)
- مارتينا هيل على موقع كينوبويسك (الروسية)

Resmî site (Almanca) ve (İngilizce Resmî site
Internet Movie Database'te Martina Hill قاعدة بيانات الأفلام على الإنترنت